# 尼氏鉤杜父魚
尼氏鉤杜父魚，為輻鰭魚綱鮋形目杜父魚亞目杜父魚科的其中一種。分布於西北太平洋區的日本海域，屬底棲性魚類，深度水深13至137公尺，體長可達9公分，生活習性不明。

## 擴展閱讀
維基物種上的相關：尼氏鉤杜父魚